# POP STAR
「POP STAR」（ポップ・スター）は、2005年10月26日に発売された平井堅の23枚目のシングル。発売元は、デフスターレコーズ。

## 解説
2005年5月13日にデビュー10周年を迎えた平井堅が、前作「思いがかさなるその前に…」から1年ぶりにリリースした2005年唯一のシングル。
「POP STAR」は、フジテレビ系月9ドラマ『危険なアネキ』の主題歌として書き下ろした文字通りのポップチューン。ドラマプロデューサーの後藤博幸から「歴史的なラブソングを」というリクエストを受けて、「誰もがキラキラできる曲」をイメージして作られた。自身がパーソナリティを務めたJ-WAVE「FLYING EASY」内で、アレンジャーの亀田誠治に松田聖子の「夏の扉」を聴いてもらい、「キラキラしたPOPS」のイメージを広げてもらった、と語っている。またデビュー10周年にあたり、「これからも楽しく歌い手を続けていきたい」という本人の意志が込められている。
ドラマ視聴率が開始2週連続で20％超えの直後に発売されたこともあり、オリコン・デイリーチャートで初登場1位を記録。週間チャートでも1位となり、前作に続いて2作連続の首位獲得となった。このため、当初、この曲はシングル・コレクション・アルバム『Ken Hirai 10th Anniversary Complete Single Collection '95-'05 歌バカ』には収録されない予定であったが、要望が殺到したために急遽追加収録が決定された。
劇中挿入歌としてミディアム・スローバージョンの"Winter Lover Version"も制作され、携帯の着うた(R)で配信販売されていた。後に2007年発売の25枚目のシングル「哀歌 (エレジー)」に収録された。また、27枚目のシングル「fake star」には「POP STAR」とのコラボレーション曲として、「POPSTAR×fake star（MASH UP version）」が収録されている。
この曲の替え歌『VIP STAR』がkobaryuによって歌われた際、その歌声が平井堅にそっくりであったことから電子掲示板「2ちゃんねる」内で一躍有名になった。
ヒップホップ・アーティストのKREVAが2005年の年末に出演した『COUNTDOWN JAPAN 05/06』及び2006年に開催したツアー『KREVA TOUR 2006 愛・自分博～国民的行事～』でこの曲の替え歌である「RAP STAR」を披露している。
カップリングの「ため息キップ」は、大同生命の CMイメージソングとして書き下ろしたバラード。同年6月からオンエアされたアニメーション作家山村浩二を起用した企業イメージCM「Dear Presidents（ディア プレジデンツ）」篇に使用された。
なお、ジャケット写真に写っている時計は、発売日である10月26日にちなんで10時26分になっている。

## 収録曲
| 全作詞・作曲: 平井堅。 |                          |           |            |          |      |
| #                      | タイトル                 | 作詞      | 作曲・編曲 | 編曲     | 時間 |
| 1.                     | 「POP STAR」             | 平井堅    | 平井堅     | 亀田誠治 | 4:42 |
| 2.                     | 「ため息キップ」         | 平井堅    | 平井堅     | 松浦晃久 | 4:15 |
| 3.                     | 「POP STAR」(less vocal) | 平井堅    | 平井堅     |          | 4:42 |
| 合計時間:              | 合計時間:                | 合計時間: | 13:39      |          |      |

## 演奏
POP STAR
- 亀田誠治：Produce, Arrangement, Bass
- 中西康晴：Piano
- 石成正人：Guitar
- 弦一徹ストリングス：Strings
- 飯田高広：Synthesizer

ため息キップ
- 松浦晃久：Produce, Arrangement, Piano
- 石成正人：Guitar
- 美久月千晴：Bass
- Armin Takeshi Linzbichler：Drums
- 朝川朋之：Harp
- 小池弘之ストリングス：Strings

## 「POP STAR」が収録された音楽シミュレーションゲーム
収録されているものは基本的に、歌い手が異なるカバーバージョンとなっている。
- 太鼓の達人（バンダイナムコエンターテインメント） - アーケード版『8』より登場。PSP版『太鼓の達人 ぽ〜たぶる2』にも収録。
- jubeatシリーズ（コナミデジタルエンタテインメント） - iOS及びAndroid向けに配信されているアプリ版の「jubeat plus」には課金コンテンツとしてアーケードに収録されたバージョンに加え、「平井堅 pack」のアイテム名でこの楽曲を含む4曲（その他の収録曲として「バイマイメロディー」「KISS OF LIFE」「Style」が選ばれている。)の本人歌唱バージョンが収録されている。
- 燃えろ!熱血リズム魂 押忍!闘え!応援団2（任天堂）
- ハッピーダンスコレクション（バンダイナムコエンターテインメント）
- maimai（セガ・インタラクティブ） - maimai GreeN PLUSで初登場

## カバー
POP STAR
- 赤い公園シングル「 風が知ってる/ひつじ屋さん 」（2014年2月12日）収録。
- 蘭寿とむ - アルバム「Le Ange（ル アンジュ）」（2015年10月21日）収録[8]。
- ほのか（Zero-Shaft） - アルバム「dramatic. (ドラマチック)」（2018年6月21日）収録。
- 家入レオ - EP「Answer」（2020年5月13日）収録。編曲は冨田恵一。
- 秋月律子（若林直美） - アルバム「THE IDOLM@STER MASTER ARTIST 4 09 秋月律子」（2021年2月10日）収録。
- FYA'M' - BD「アオペラ-aoppella!?- 2nd Anniversary Party」（2024年2月23日）収録[9]。

## 関連作品
- POP STAR
  - Ken Hirai 10th Anniversary Complete Single Collection '95-'05 歌バカ
  - FAKIN' POP
- POP STAR 〜winter lover version〜
  - 哀歌（エレジー）　（25th シングル）
- POP STAR × fake star （MASH UP）
  - fake star　（27th シングル）
- ため息キップ
  - Ken Hirai 15th Anniversary c/w Collection '95-'10 “裏 歌バカ”